# Парасючка
Парасючка — гідрологічна пам'ятка природи місцевого значення в Україні. Розташована у межах Бахмацького району Чернігівської області, біля села Бахмач.
Площа — 5,4 га. Статус присвоєно згідно з рішенням Чернігівського облвиконкому від 27.04.1964 року № 236. Перебуває у віданні Бахмацької сільської ради.
Охороняється мальовниче озеро з типовими угрупованнями навколоводної рослинності в заплаві річки Парасючка, притоки річки Сейм.